# Ideobisium puertoricense
Ideobisium puertoricense es una especie de arácnido del orden Pseudoscorpionida de la familia Syarinidae.

## Distribución geográfica
Se encuentra en República Dominicana y Puerto Rico.